# Tachina melaleuca
Tachina melaleuca är en tvåvingeart som beskrevs av Johann Wilhelm Meigen 1824. Tachina melaleuca ingår i släktet Tachina och familjen parasitflugor. Inga underarter finns listade i Catalogue of Life.